# 글래스 애니멀스
글래스 애니멀스(Glass Animals)는 영국의 인디 록 밴드이다. 제64회(2022) 그래미상 올해의 신인상 후보에 올랐다.

## 음반 목록
- Zaba (2014)
- How to Be a Human Being (2016)
- Dreamland (2020)